# Äntligen borta
Äntligen borta är den svenske artisten Jakob Hellmans andra studioalbum, släppt den 8 januari 2021 av Universal Music. Albumet släpptes hela 32 år efter Hellmans kritikerhyllade debutalbum ...och stora havet (1989).

## Mottagande
Äntligen borta mottog näst högsta betyg (4/5) i både Aftonbladet och Expressen; Expressen kallade skivan för "en fin återkomst av en artist som fortfarande låter som sig själv och ingen annan." Gaffa gav det relativt bra betyget 4/6, och ansåg Äntligen borta för att vara "ett bevis på att Hellman alltid hade väldigt mycket kvar att ge, men valde att hålla det för sig själv." Även i Nöjesguiden och Svenska Dagbladet fick skivan 4/6. Dagens Nyheter gav betyget 3/5. Tidskriften Hymn gav 7/10 i betyg och kallade skivan för "en värdig och typisk uppföljare", fast recensenten ansåg också att Hellman hamnar "i en tävling mot sitt yngre jag, oavsett om han vill det eller inte."

## Låtlista
Text: Jakob Hellman, utom "I denna ljuva sommartid" av Paul Gerhardt, Britt G. Hallqvist. Musik: Jakob Hellman, Jonatan Lundberg, Magnus Ekelund, utom "I denna ljuva sommartid" av Anders Öhrwall.
| Nr  | Titel                                          | Längd | Notering         |
| --- | ---------------------------------------------- | ----- | ---------------- |
| 1.  | Äntligen borta                                 | 3:58  |                  |
| 2.  | När jag går in nånstans och känner mig utanför | 4:14  |                  |
| 3.  | Trettiofem                                     | 3:15  |                  |
| 4.  | Måste va lycklig nu                            | 2:35  |                  |
| 5.  | Jag bor i himmelen                             | 2:43  |                  |
| 6.  | Jag kan inte säga hejdå till dig               | 4:57  |                  |
| 7.  | När det skymmer                                | 3:12  |                  |
| 8.  | I denna ljuva sommartid                        | 1:42  |                  |
| 9.  | Nu är natten här                               | 4:08  |                  |
| 10. | Nere i min mörka grav                          | 3:22  |                  |
| 11. | När det skymmer                                | 1:47  | Akustisk version |